# 斎藤清明
斎藤 清明（さいとう きよあき、1945年6月9日 - ）は、日本のジャーナリスト、学者。

## 略歴
和歌山県生まれ。1969年京都大学農学部農林生物学科卒、1971年京都大学教育学部卒業。京都大学山岳部で活動する。1971～2003年毎日新聞社に勤務し、大阪本社社会部、科学環境部、京都支局などの記者・デスク・編集委員・専門編集委員を歴任する。1982年、ＡＡＣＫチベット高原学術登山隊員。97年、第39次南極観測隊同行記者。2004～09年総合地球環境学研究所教授を務めた。

## 著書
- 『チベット旅情 カンペンチン初登頂』芙蓉書房 1983
- 『京大人文研』創隆社 1986
- 『今西錦司 自然を求めて』松籟社「しょうらい社人物双書」 1989
- 『京の北山ものがたり』松籟社「京都文庫」 1992
- 『メタセコイア 昭和天皇の愛した木』中公新書 1995
- 『南極発・地球環境レポート 異変観測の最前線から』中公新書 2000
- 『三木茂博士の足跡 メタセコイアの命名者』三木茂博士生誕100周年記念事業委員会 2001
- 『今西錦司伝 「すみわけ」から自然学へ』ミネルヴァ書房<人と文化の探究> 2014。上記を増訂

### 共著編
- 『ザ・京大』岩田英彬共著 松籟社 1988
- 『初登山 今西錦司初期山岳著作集』編 ナカニシヤ出版 1994

## 論文
- <斎藤清明